# Serutsadang
Serutsadang is een bestuurslaag in het regentschap Pati van de provincie Midden-Java, Indonesië. Serutsadang telt 1308 inwoners (volkstelling 2010).